# MG Bhm 2/4
Die Bhm 2/4 3+4 sind Zahnradbahn-Triebwagen der Monte Generoso-Bahn (MG), die in zwei Exemplaren gebaut wurden.

## Geschichte
Nachdem der Dieselbetrieb der Monte Generoso-Bahn (MG), (italienisch Ferrovia Monte Generoso), offiziell Ferrovia Monte Generoso AG, mit den 1954 aus den Dampflokomotiven H 2/3 5+6 entstandenen Diesellokomotiven Hm 2/3 1+2 in einem ersten Schritt erfolgreich eingeführt worden war, wurden die zwei Dieselmechanische Zahnrad Triebwagen Bhm 2/4 3+4 als Ergänzung des thermischen Fahrzeugparkes beschafft.
1981 wurden die beiden Büssing Motoren des Bhm 2/4 4 durch MAN-Dieselmotoren mit 225 PS Leistung ersetzt, die nötigen Anpassungen des Getriebes nahm die Firma Saurer vor. Dadurch erhöhte sich auch die zulässige Geschwindigkeit dieses Triebwagens bei der Bergfahrt auf 18 km/h.
Beide Triebwagen sind zwischenzeitlich abgebrochen.

## Konstruktion

### Antrieb
Zwei Büssing-Dieselmotoren mit jeweils 132 kW bei 1900/min ermöglichten über ein elektropneumatisch geschaltetes 5-Gang-Getriebe nicht nur den Triebwagen selber, sondern auch einen Vorstellwagen von 5 t Gesamtgewicht mitzuführen. Bei 5 t Nutzlast des Triebwagens konnte damit ein zulässiges Gesamtgewicht (Triebwagen und Vorstellwagen) von 26 t auf den Berg befördert werden. Die beiden Dieselmotoren wie auch die Getriebe waren unter dem Wagenboden zwischen den Drehgestellen eingebaut. Als Betriebsbremse stand für die Talfahrt eine Auspuffmotorbremse zur Verfügung. Daneben verfügten die Dieseltriebwagen über die üblichen Bremssysteme, um den gesamten Zug in jeder Situation sicher zum Stehen zu bringen. So unter anderem eine auf die Triebzahnräder wirkende Klinkenbandbremse sowie eine auf die Vorlegewelle wirkende Scheibenbremse.

### Wagenkasten und Fahrgastraum
Da der gesamte Innenraum des Triebwagenaufbaus als Fahrgastraum genutzt werden konnte, nutzen die insgesamt 60 Sitzplätze in der Anordnung 2+2, den Fahrgastraum voll aus. Jeweils sechs Sitzplätze befanden sich in vorzüglicher, passagierfreundlicher Lage in Fahrtrichtung neben, beziehungsweise direkt hinter dem Führerstand, was eine ausgezeichnete Sicht auf die Fahrstrecke ermöglichte. Die grossen damals in der Schweiz üblichen Senkfenster ermöglichten eine vorzügliche Aussicht nach aussen. Anfänglich waren beide Triebwagen rot / creme angestrichen. Der später mit neuen Motoren ausgerüstete Triebwagen Bhm 2/4 4 erhielt denselben orange / blauen Anstrich wie die zur Elektrifikation beschafften Zahnrad-Doppeltriebwagen Bhe 4/8 11–14.

## Zahnradbahn-Triebwagen ähnlicher Bauart

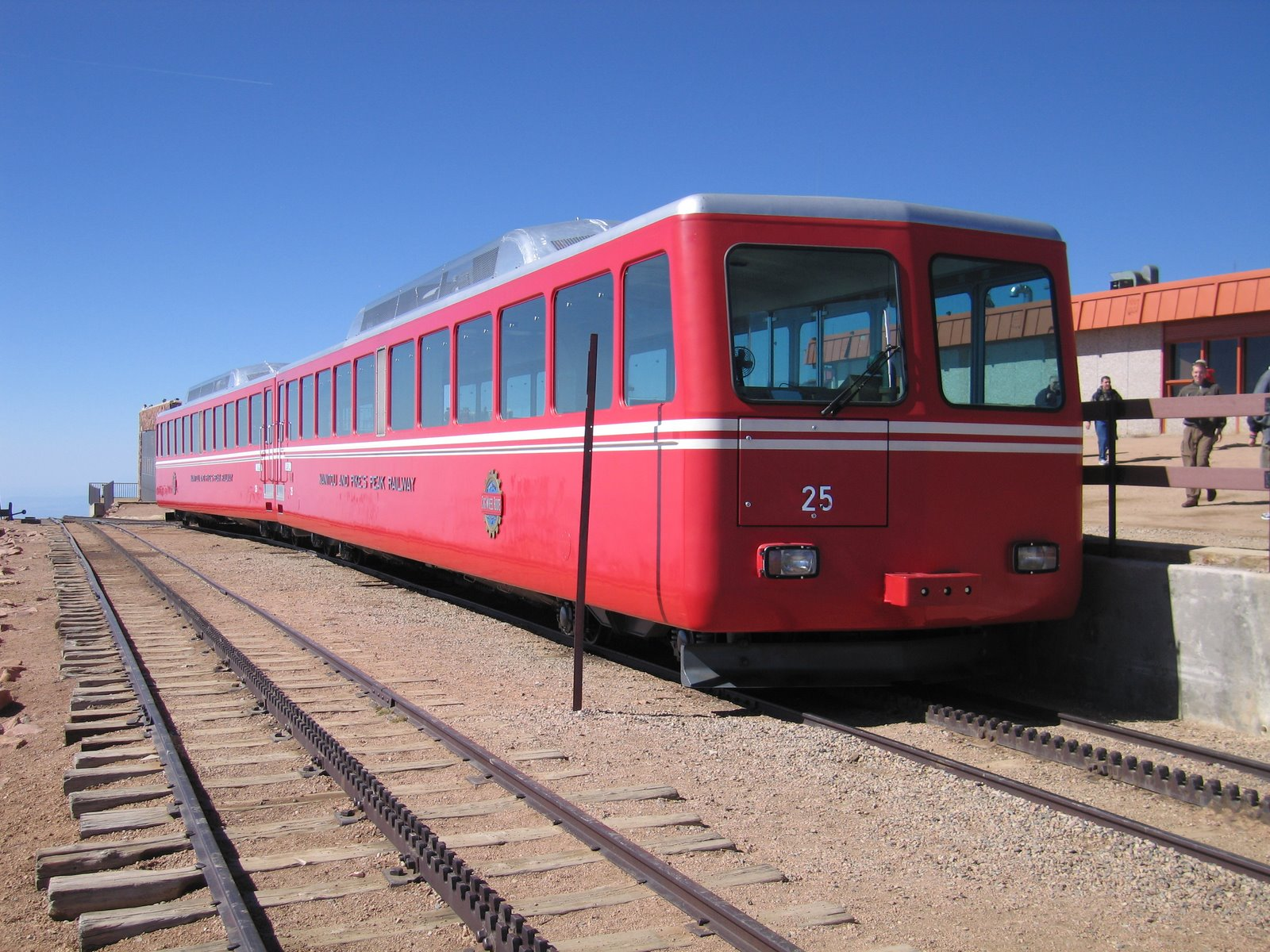
Dieselelektrischer Zahnradbahn-Doppeltriebwagen der Manitou and Pike's Peak Railway im Amerikanischen Bundesstaat Colorado

Die Dieseltriebwagen waren ähnlicher Bauart wie die später ab dem Jahre 1963 wiederholt beschafften normalspurigen, dieselelektrischen Zahnrad-Triebwagen der Manitou and Pike’s Peak Railway, heute auch als Pikes Peak Cog Railway bekannt.
Auch die 1964 durch die Österreichischen Bundesbahnen (ÖBB) für die heute durch die Salzburg AG betriebene Schafbergbahn von Sankt Wolfgang auf den Schafberg (Schafbergspitze) beschafften dieselhydraulischen, meterspurigen Zahnrad-Triebwagen Bhm 2/4 5099.001+5099.002 waren ähnlicher Bauart.